# Saint-Julien-de-Cassagnas
Saint-Julien-de-Cassagnas – miejscowość i gmina we Francji, w regionie Oksytania, w departamencie Gard.
Według danych na rok 1990 gminę zamieszkiwały 503 osoby, a gęstość zaludnienia wynosiła 113 osób/km² (wśród 1545 gmin Langwedocji-Roussillon Saint-Julien-de-Cassagnas plasuje się na 519. miejscu pod względem liczby ludności, natomiast pod względem powierzchni na miejscu 1035.).